# Sanair Super Speedway

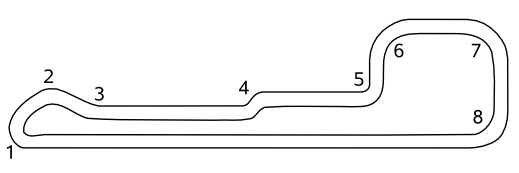
Bankarta.

Sanair Super Speedway är en racerbana i Saint-Pie, Kanada.

## Historia
Sanair är en 0,826 miles (1,33 kilometer) lång ovalbana som arrangerade CART-tävlingar vid tre tillfällen under 1980-talet. Banans avlägsna läge var inte populärt bland förarna, och banan i sig var inte heller särskilt populär. Efter 1986 har Sanair inte arrangerat några internationella tävlingar, utan bara dragracing och nationella stock-cartävlingar.